# Peziza alcis
Peziza alcis är en svampart som tillhör divisionen sporsäcksvampar, och som beskrevs av Harmaja. Peziza alcis ingår i släktet Peziza, och familjen Pezizaceae. Arten är reproducerande i Sverige.